# Gelis picipes
Gelis picipes är en stekelart som först beskrevs av Johann Ludwig Christian Gravenhorst 1829.  Gelis picipes ingår i släktet Gelis och familjen brokparasitsteklar. Arten är reproducerande i Sverige. Inga underarter finns listade i Catalogue of Life.